# パンティドラコ
パンティドラコ（Pantydraco）は三畳紀後期に現在のイギリスに生息した基底的な竜脚形類恐竜の属の一つである。"panty-"はPantyffynnon（ウェールズ語で泉もしくは井戸の穴の意味）の略であり、サウスウェールズのBonvilstonにある発見地にちなんだものである。かつてテコドントサウルスのものと考えられていた単一の幼体の部分骨格に基づいて命名されている。

## 研究史
2003年にアダム・イェーツは恐竜の幼体のものである頭骨と部分的な体骨格（頸部、部分的な肩帯、上腕骨）および追加的な化石資料に対してテコドントサウルス属の新種Thecodontosaurus caducusを命名した。この標本は1984年に科学文献に発表され、テコドントサウルス属を代表するものとして扱われてきた。しかし、基底的竜脚形類（原竜脚類としても知られる）の系統関係と特性についての理解が進み、ピーター・ガルトン、イェーツ、およびD. カーマックはT. caducusを独自の属とした

## 純古生物学
基底的な竜脚形類であり、雑食性でおそらく二足歩行であった可能性が高い

## 参照
1. ↑  “Pantydraco caducus – Palaeocritti – a guide to prehistoric animals”.   Palaeocritti. 2013年10月23日閲覧。
2. ↑  Yates, Adam M. (2003). “A new species of the primitive dinosaur Thecodontosaurus (Saurischia: Sauropodomorpha) and its implications for the systematics of early dinosaurs”. Journal of Systematic Palaeontology 1 (1):  1–42. doi:10.1017/S1477201903001007.
3. ↑  Galton, Peter M.; Yates, Adam M; and Kermack, D. (2007). “Pantydraco n. gen. for Thecodontosaurus caducus YATES, 2003, a basal sauropodomorph dinosaur from the Upper Triassic or Lower Jurassic of South Wales, UK.”. Neues Jahrbuch für Geologie und Paläontologie – Abhandlungen 243 (1):  119–125. doi:10.1127/0077-7749/2007/0243-0119.
4. ↑  Galton, Peter M.; and Upchurch, Paul (2004). “Prosauropoda”. In Weishampel, David B.; Dodson, Peter; and Osmólska, Halszka (eds.). The Dinosauria (2nd ed.). Berkeley: University of California Press. pp. 232–258. ISBN 0-520-24209-2